# Група армій «A»
Група армій «A» (нім. Heeresgruppe А) — одна з груп армій Німеччини під час Другої світової війни.
Група армій «A» була сформована в жовтні 1939 року у Рейнланд-Пфальці під час «дивної війни».
В травні 1940 року група армій «А» брала участь у Французькій кампанії. На основі командування групи армій було створене Головнокомандування Вермахту «Захід».
Напередодні наступу на СРСР була перейменована на групу армій «Південь».
Знову командування групи армій «А» сформовано 24 квітня 1942 як «Штаб Антон» (нім. «Stab Anton»). 22 травня 1942 воно було перейменовано на «Прибережний штаб Азов» (нім. «Küstenstab Asow»). 7 липня 1942 цей штаб був перейменований в групу армій «А» з підпорядкуванням з'єднань групи армій «Південь», призначених для проведення літнього наступу на Кавказі.
30 березня 1944 група армій «А» перейменована в групу армій «Південна Україна». З'єднання групи армій провели наступ на Кавказі, після припинення якого перейшли до оборонних дій. Надалі з'єднання групи армій відступали з території Північного Кавказу і були відтиснені на Таманський півострів, звідки відступили до Криму і на територію Південної України. У період літа 1943 року — навесні 1944 року з'єднання групи армій «А» відступали під ударами Червоної Армії, ведучи оборонні бої на лівому і правому берегах Дніпра, в Західній Україні, в Молдавії.
Знову командування групи армій «А» сформоване 23 вересня 1944 в Південній Польщі шляхом перейменування командування групи армій «Північна Україна». 25 січня 1945 відбулося останнє перейменування в групу армій «Центр». Німецькі з'єднання зазнали важкої поразки в Східних Карпатах і були перекинуті в ході розпочатій Вісло-Одерській стратегічній наступальній операції Червоної Армії.

## Командувачі групи армій
Західний фронт
- генерал-полковник, з 20 липня 1940 генерал-фельдмаршал Герд фон Рундштедт (26 жовтня 1939 — 10 жовтня 1940);

Східний фронт
- генерал-фельдмаршал Вільгельм фон Ліст (10 липня — 9 вересня 1942);
- головнокомандувач сухопутних військ Третього Рейху Адольф Гітлер (10 вересня — 22 листопада 1942);
- генерал-полковник, з 1 лютого 1943 генерал-фельдмаршал Евальд фон Клейст (22 листопада 1942 — 30 березня 1944);
- генерал-полковник Йозеф Гарпе (23 вересня 1944 — 17 січня 1945);
- генерал-полковник Фердинанд Шернер (17 — 25 січня 1945).